# 千賀千太郎
千賀 千太郎（せんが せんたろう、1882年11月24日 - 1962年2月21日）は、日本の実業家、政治家。近代岡崎の商工業者の第一人者として知られる。岡崎商工会議所の会頭を3期（通算約12年）、衆議院議員を1期務めた。長女の夫は一宮市の実業家・四代目豊島半七。

## 概要

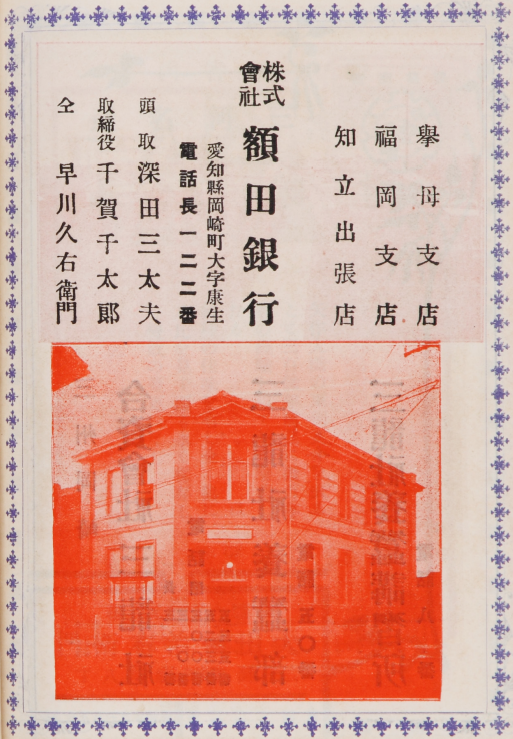
額田銀行の広告（1915年）。千賀の名が記されている。

愛知県額田郡岡崎連尺町（現・岡崎市）の呉服商の老舗大島屋に生まれる。額田郡高等小学岡崎学校（現・岡崎市立梅園小学校）を卒業後、名古屋市の簿記学校に進む。1903年（明治36年）、父の死去により年若くして家業を継いだ。
家業の呉服商に木綿部を増設して千賀合名会社を設立し、三河木綿の生産に着手した。当時特産品として知られた三河木綿は零細な家内工業によるものであったため、生産量はごくわずかであった。そこで千賀は動力を利用した新しい製造方法を導入して第1工場を明大寺町に、さらに第2工場を羽根町に建てて生産を向上させ、多大の成果をもたらした。
1908年（明治41年）と1909年（明治42年）に2度、岡崎町会議員に当選している。
1910年（明治43年）4月27日、発起人の一人として岡崎瓦斯を創立。初代社長に就任し、1934年（昭和9年）12月24日まで同職を務めた。

岡崎銀行、岡崎電灯、三龍社、額田銀行など地元企業の設立や経営、さらには岡崎電話局の開局にも参画し、地元の商工業の発展に寄与した。1911年（明治44年）から1921年（大正10年）まで静岡県の天竜電力の社長を務めた。
1917年（大正6年）4月25日、岡崎商工会議所の会頭に就任。1920年（大正9年）5月10日に行われた第14回衆議院議員総選挙に出馬し落選するも、当選者の手島鍬司が1922年（大正11年）9月23日に死去したため、同年11月10日に補欠当選。2年間衆議院議員を務める。
1925年（大正14年）1月25日に商工会議所会頭を退任したのち、1929年（昭和4年）から1933年（昭和8年）まで再び会頭を務めた。また短い期間ではあったが、敗戦後の混乱期、1947年（昭和22年）5月13日から同年11月24日まで三たび会頭を務めた。
1961年（昭和36年）7月1日、岡崎市名誉市民に推挙される。1962年（昭和37年）2月21日死去。従五位勲四等を受けた。79歳没。

## その他の活動
- 1912年（大正元年）8月、岡崎町立通俗図書館（現・岡崎市立中央図書館）が開館。蔵書のほとんどは岡崎町教育会と小柳津要人と千賀の寄贈によるものだった[12]。

- 岡崎町における市制施行に向けた運動は1910年（明治43年）より本格化するが内申書が却下されるなど難航していた。1914年（大正3年）に千賀は、町長の千賀又市と6代目深田三太夫と共に、愛知県に内務省への上申を請う陳情を行っている[13]。岡崎市は1916年（大正5年）7月1日に成立し、初代市長選挙は第一候補者に千賀又市が、第二候補者に千賀千太郎が、第三候補者に6代目深田三太夫が選ばれた。9月21日、千賀又市が当選[14]。

- 市制施行から2年経った1918年（大正7年）4月17日、柴田顕正、岡田撫琴、小瀧喜七郎らと「汲古会」（きゅうこかい）を結成。岡崎市の史料収集の取りかかった[15]。収集した資料はのちに柴田顕正の『岡崎市史』全11巻刊行を生み出す元となった。

- 1928年（昭和3年）から17年間、馬事団体の役員として馬匹改良、畜産振興に尽力した[11]。

- 千賀奨学金を創設し、育成事業や盲ろう教育に貢献した[3]。

- 産業界から引退後は宗徧流の茶を好み茶三昧の生活であったが[3]、1955年（昭和30年）の岡崎市長選挙では元衆議院議員の千賀康治を応援、事務長として選挙事務所の指揮を執った[16][17]。